# Julien-Leopold Boilly

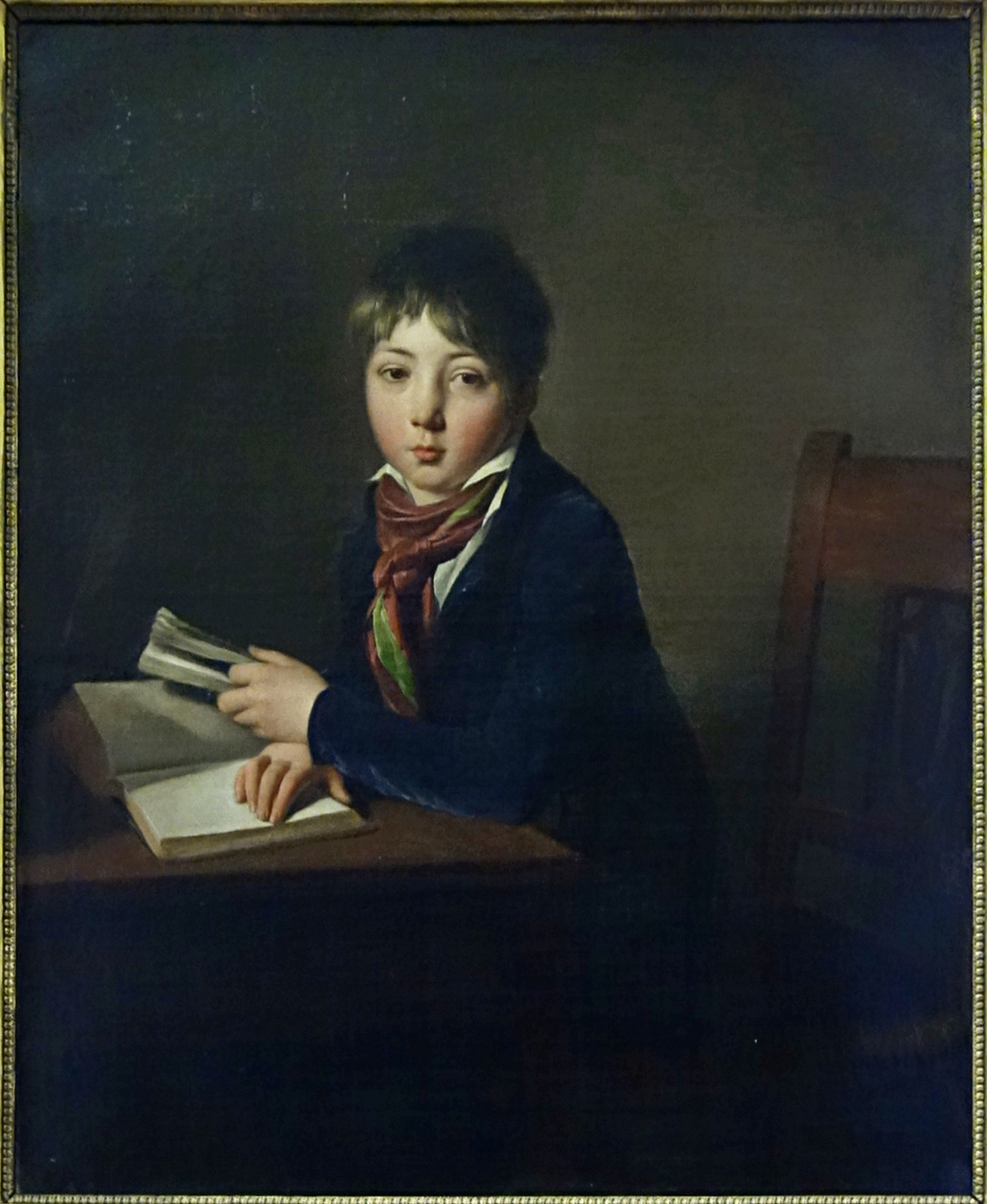
Retrato de Julien Boilly jovem

Julien-Léopold Boilly (1796-1874), também conhecido como Jules Boilly , foi um artista francês conhecido por seu álbum de litografias Iconographie de l'Institut Royal de France (1820-1821) e seu livreto Album de 73 retratos-charge aquarellés des membres de l'Institut (1820) contendo caricaturas em aquarela de setenta e três matemáticos famosos, em particular o matemático francês Adrien-Marie Legendre , o único retrato conhecido dele.

Litografia de Julien Léopold Boilly: Cortège de l'empereur de Chine (Procissão do imperador da China). 1869
Nascido em Paris em 30 de agosto de 1796, era filho do genial pintor-gravador Louis-Léopold Boilly . Inscrito na liceu em Versailles 15 dezembro de 1806, [1] pintou retratos [2] e livros ilustrados com litografias. [3] Ele também colecionou autógrafos . [4] Ele morreu em 14 de junho de 1874.
Referências	Editar
```
Henry Harrisse, L.-L. Boilly, peintre, dessinateur, et lithographe: sa vie et son oeuvre 1761–1845 ;, 1898: 33.
Por exemplo, seu retrato de George Sand (ilustrado em J. B. Margadant, a nova biografia: Performing Femininity in Nineteenth-Century France 2000.
Para exemplos d'Ortigny, Voyage pittoresque dans les deux Amériques: résumé général de tous les voyages de Colomb, Las-Casas ... 1836
```